# サザンクイーンズランド大学
サザンクイーンズランド大学(サザンクイーンズランドだいがく、英語: University of Southern Queensland、略称：USQ) は、オーストラリア、クイーンズランド州トゥーンバに位置する公立大学。大学および大学院を合わせると100カ国以上から約6,400名の留学生を受け入れており、留学生比率は21.8%(2012年)である。また、オンラインによる遠隔地教育にも力を入れており、2000-2001年に Australian University of the Yearを受賞した。遠隔地教育機関として世界で初めてISO 9001認証を受けている。

## 沿革
- 1967年- Queensland Institute of Technology (Darling Downs) として創設
- 1971年- Darling Downs Institute of Advanced Educationに改正
- 1990年- University College of Southern Queenslandに改正
- 1992年- University of Southern Queenslandに改正

## キャンパス
在籍学生の70%以上はオンラインコースで受講しており、その他の学生が下記キャンパスに分かれて在籍している。

### トゥーンバ・キャンパス

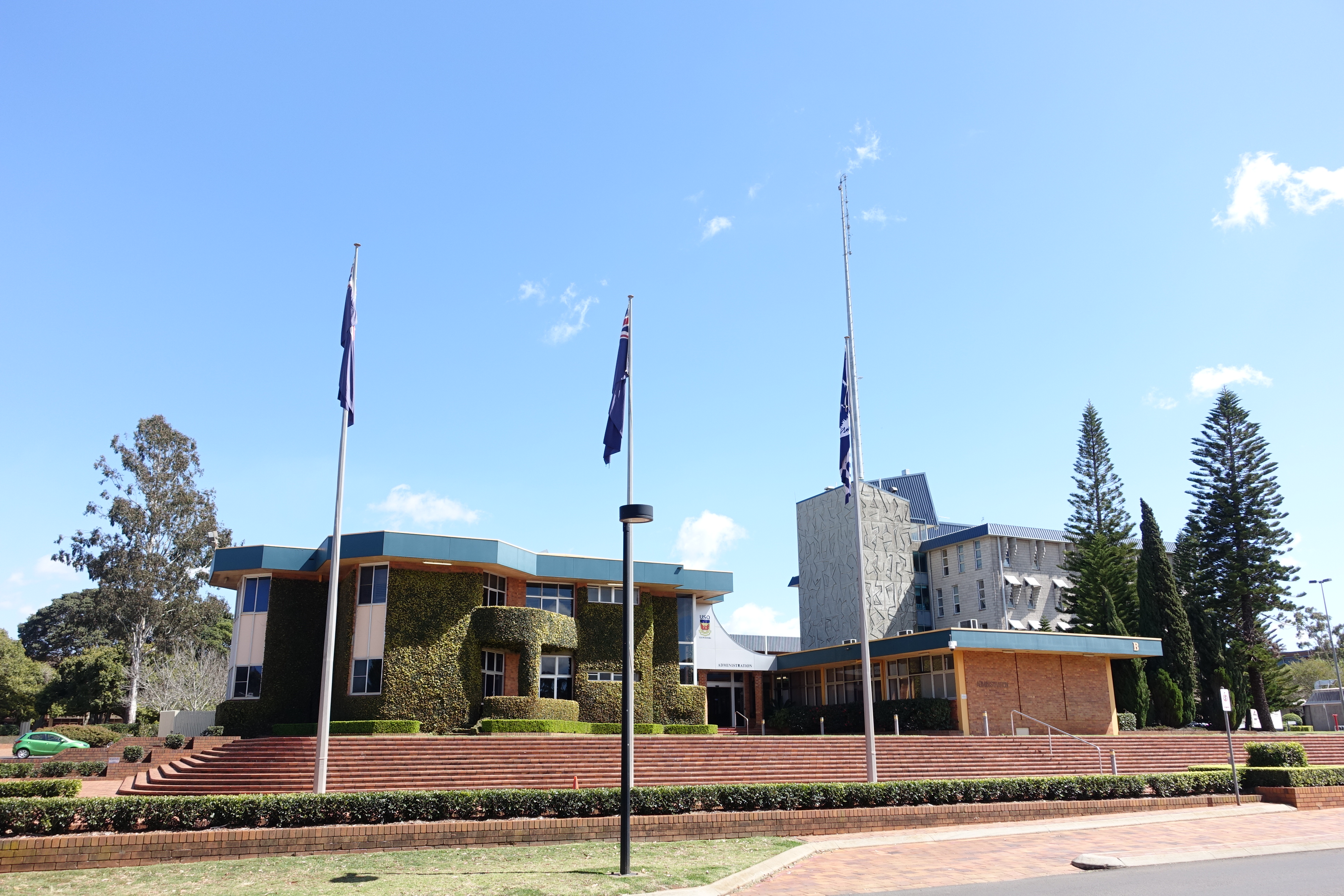
Toowoomba campus

トゥーンバ・キャンパスは、ブリスベンから西へ約130 kmのトゥーンバに位置し、約4,000名の学生が在籍するメインキャンパス。キャンパス内にはオーストラリア最大の日本庭園が整備されている。

### フレーザーコースト・キャンパス

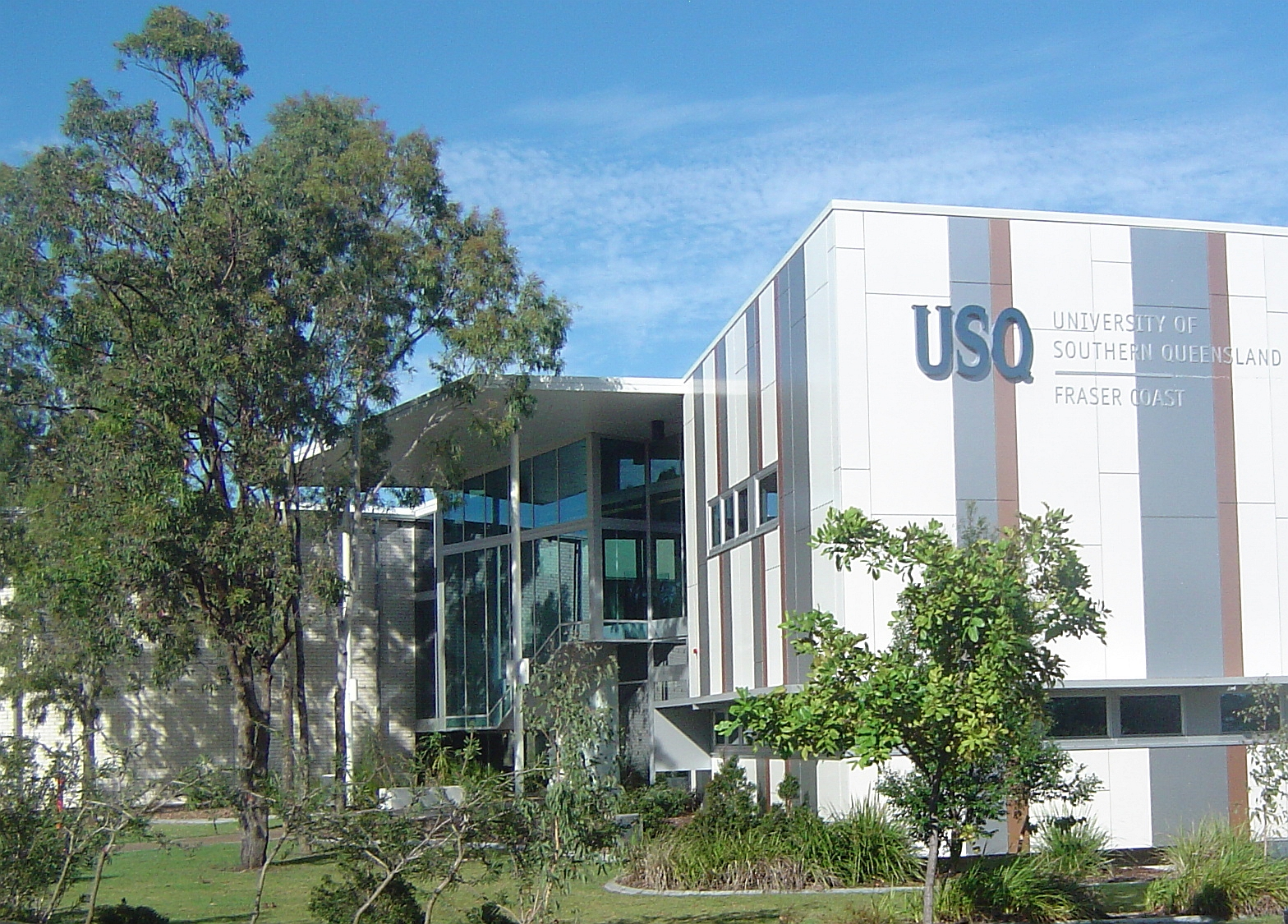
Hervey Bay campus

フレーザーコースト・キャンパスは、ブリスベンから北へ約300 kmのハービー湾に位置し、約800名の学生が在籍する。

### スプリングフィールド・キャンパス

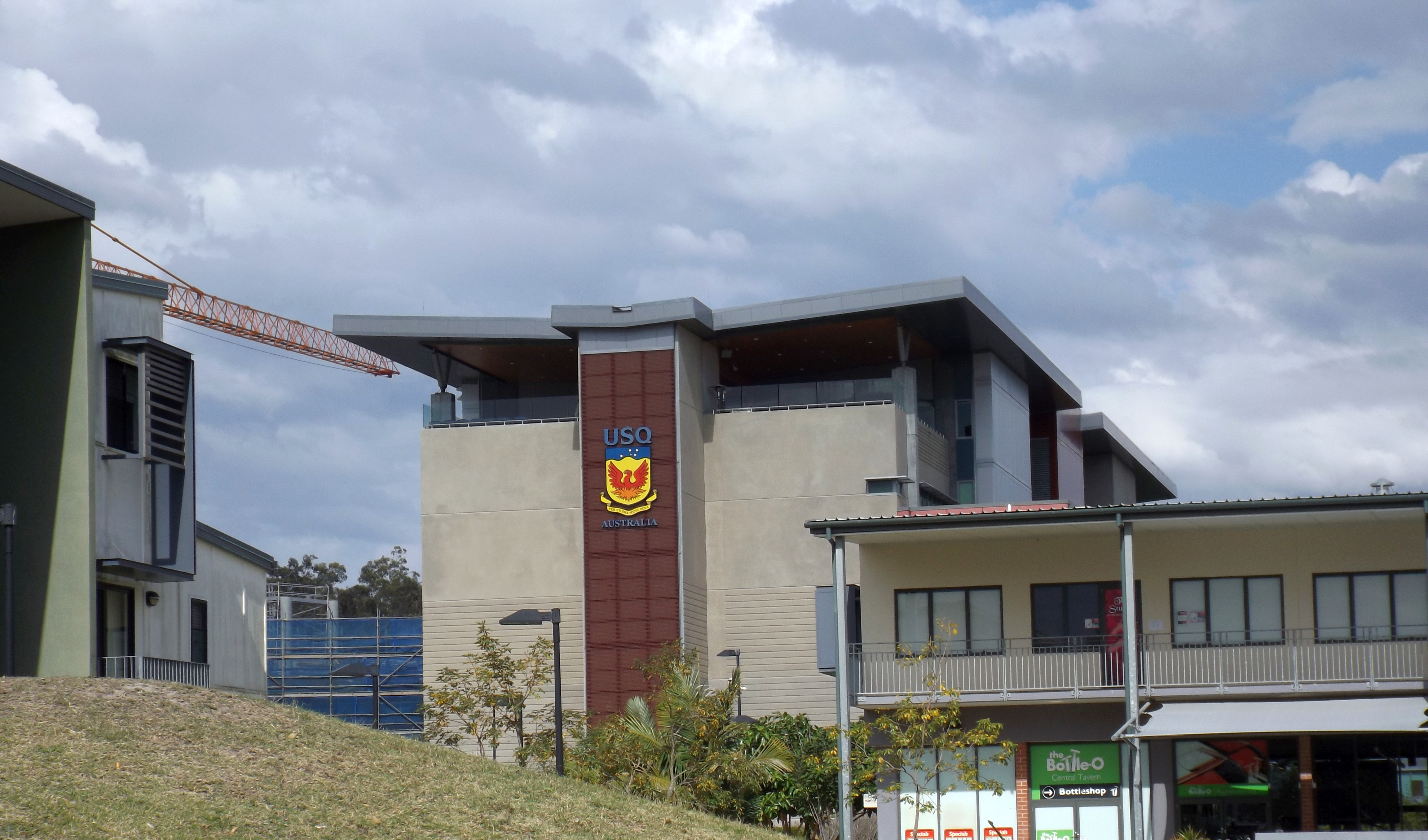
Springfield campus

スプリングフィールド・キャンパスは、ブリスベンから南西へ約30 kmのスプリングフィールド (クイーンズランド州)に位置し、約2,000名の学生が在籍する。

### イプスウィッチ・キャンパス
イプスウィッチ・キャンパスは、ブリスベンから南西へ約40 kmのイプスウィッチに位置する。

## 学部
Faculty of Business, Education Law and Arts (BELA)
- School of Arts and Communication
- School of Commerce
- School of Law and Justice
- School of Linguistics, Adult and Specialist Education
- School of Teacher Education and Early Childhood
- School of Management and Enterprise

Faculty of Health, Engineering and Sciences (HES)
- School of Agricultural, Computational and Environmental Sciences
- School of Civil Engineering and Surveying
- School of Nursing and Midwifery
- School of Mechanical and Electrical Engineering
- School of Psychology, Counselling and Community
- School of Health and Wellbeing

## 研究施設
Research Institutes
- Australian Digital Futures Institute (ADFI)
- Institute for Agriculture and the Environment (IAgE)
- Institute for Resilient Regions (IRR)

Research Centres
- Australian Centre for Sustainable Business and Development (ACSBD)
- Centre for Crop Health (CCH)
- Centre of Excellence in Engineered Fibre Composites (CEEFC)
- Centre for Health Sciences Research (CHSR)
- Computational Engineering and Science Research Centre (CESRC)
- International Centre for Applied Climate Science (ICACS)
- National Centre for Engineering in Agriculture (NCEA)

## 居住施設
- McGregor College, 60 室（風呂付き） (blocks A-D)、 134 室（2部屋毎の共同風呂）(blocks E-K).
- Concannon College, 102 室
- Steele Rudd College, 132室
- Darling Heights 地区では様々な賃貸物件を探すことが出来る